# Malthodes tianshanicus
Malthodes tianshanicus es una especie de coleóptero de la familia Cantharidae.

## Distribución geográfica
Habita en Uzbekistán.